# Megan Rain
Megan Rain (Palm Springs, 13 giugno 1996) è un'attrice pornografica statunitense.

## Biografia e carriera pornografica
Megan Rain è nata nel giugno del 1996 a Palm Springs, nel sud dello stato della California, in una famiglia di nativi americani, con discendenze peruviane e italiane e lì è cresciuta fino ai 18 anni. A 13 anni ha la sua prima esperienza sessuale e nel 2013 termina la high school.
È entrata a 18 anni, nell'agosto 2014, nel settore dei film per adulti su consiglio di un'amica, firmando un contratto con l'agenzia LA Direct Models e nel primo anno di carriera compare in più di 45 titoli, tra cui quello a lei dedicato Megan Rain: Get Wet. Si specializza presto in scene di sesso anale. In un'intervista dice di prendere a modello l'attrice Adriana Chechik, di cui poi diventa anche grande amica. Data la sua somiglianza con l'attrice Megan Fox, ha scelto Megan come nome mentre Rain perché le ricordava la tempesta.
Nel 2016, tra le altre nomination, è stata nominata agli AVN Awards come migliore attrice e miglior scena trio donna-uomo-donna nel film Adriana's a Slut con Chris Strokes e Adriana Chechik. Nello stesso anno ha preso parte alla terza edizione di DP Star, un talent edito da Digital Playground.
Nel 2018 si è temporaneamente ritirata dall'industria in quanto è rimasta incinta e all'inizio del 2019 ha partorito il suo primo figlio. Subito dopo, ha ripreso a tempo pieno la sua carriera come attrice pornografica e nello stesso hanno ha vinto 2 AVN come miglior scena straniera tra ragazze e di gruppo.
Al 2022 ha girato oltre 540 scene con le più grandi case di produzioni quale Brazzers, Evil Angel, Digital Playground, GirlFriend Films e altre. Ha tatuato una rosa rossa sul fianco destro.

## Riconoscimenti
- AVN Awards
  - 2017 – Best Anal Sex Scene per Anals Model con Manuel Ferrara[12]
  - 2018 – Best Three-Way Sex Scene - Girl/Girl/Boy per Young and Beautiful con Riley Reid e Mick Blue[13]
  - 2018 – Best Virtual Reality Sex Scene per Zombie Slayers con Adriana Checkik, Arya Fae e Tommy Gunn[14]
  - 2019 – Best Foreign-Shot All-Girl Sex Scene per Undercover con Mina Sauvage[15]
  - 2019 – Best Foreign-Shot Group Sex Scene per Undercover con Alexa Tomas, Apolonia Lapiedra e Emilio Ardana[16]

## Filmografia
Questa lista è suscettibile di variazioni e potrebbe essere incompleta o non aggiornata.

La filmografia di Megan Rain, fino al 2016, per l'Internet Adult Film Database comprende i seguenti titoli:
- 18 Year Old Step-Sister Fuck (2014)
- Amateur Girlfriend Anal (2014)
- North Pole 113 (2014)
- Porno Professor 6: Head Mistress' 3some Training (2014)
- Adriana's a Slut (2015)
- Amateurs Wanted 1 (2015)
- Anal Cuties 3 (2015)
- Anal Fiends (2015)
- Anal Hotties (2015)
- Anal Interviews (2015)
- Anal Models (2015)
- Asshole Exploration (2015)
- Asshole Invasion (2015)
- Auditions 3 (2015)
- Babysit My Ass 6 (2015)
- Backdoor Baddies 2 (2015)
- Bad GF Gets DP on Vacation (2015)
- Barely Legal 147 (2015)
- Black and White 4 (2015)
- Breaking In The New Girl (2015)
- Buck Naked or Bounce (2015)
- Club Chicks Threesome (2015)
- Cock Sucking Challenge 33 (2015)
- Cum Crazed Cheerleaders (2015)
- Cum Exchange 2 (2015)
- Devious Daddies and Daughters (2015)
- Dirty Talk (2015)
- Don't Tell My Boyfriend I'm Cheating 2 (2015)
- Double Trouble (2015)
- Exxxtra Small Chicks Fucking Huge Dicks 12 (2015)
- Fantasy Solos 13 (2015)
- Father Figure (2015)
- Flixxx: Sleepover Special (2015)
- Foursomes Or Moresomes 6 (2015)
- Future Angels 2 (2015)
- Hot Little Spinners Around The Cock 3 (2015)
- I Kissed A Girl (2015)
- I'm Engaged to My Father (2015)
- Le Wood Anal Hazing Crew 7 (2015)
- Lindsey Woods Cast Megan Rain Episode 1 (2015)
- Little Megan Rain Takes Big Cocks (2015)
- Long Lost Brother (2015)
- Manuel Creampies Their Asses 3 (2015)
- Manuel DPs Them All 3 (2015)
- Me, My Brother and Another (2015)
- Megan Rain in 'Anal Teen Sensation' (2015)
- Megan Rain: Get Wet (2015)
- Mick's Anal Teens (2015)
- My Girlfriend Gets Fucked in the Ass by the Neighbor (2015)
- New Anal Recruits 2 (2015)
- Oil Overload 14 (2015)
- Only Megan Rain (2015)
- Preppy Teen Experience Big Black Cock 1 (2015)
- Preppy Teen Experience Big Black Cock 2 (2015)
- Pretty Little Teens 6 (2015)
- Raw 23 (2015)
- School Girls Love Monster Cocks (2015)
- Seduction of a Young Girl (2015)
- She's in Charge (2015)
- Squirt School (2015)
- Teens Like It Rough 2 (2015)
- Top Models (2015)
- Two Girls One Vibrator Feet Fucking Even With Toys (2015)
- Wild On Cam 11 (2015)
- Young and Glamorous 8 (2015)
- Yours (2015)
- 10 Guy Blowbang (2016)
- 2 Cute 4 Porn 3 (2016)
- All American Girls (2016)
- All Tied Up (2016)
- An Unexpected Threesome (2016)
- Anal Reward (2016)
- Anal Teen Supreme (2016)
- Anikka's Anal Sluts 2 (2016)
- Ass Versus Pussy 2 (2016)
- Best New Starlets 2016 (2016)
- Cock Sucking Challenge 34 (2016)
- Creampie Sisters (2016)
- Cuteness Overload (2016)
- Darcie Dolce The Lesbian Landlord (2016)
- Deep Strokes (2016)
- Don't Break Me 3 (2016)
- DP Cutie (2016)
- DP Masters 4 (2016)
- DP Me 4 (2016)
- Facialized 3 (2016)
- Fantasy Roleplay (2016)
- Father Figure 9 (2016)
- Femdom Handjobs (2016)
- Flixxx: Cumming of Age 2 (2016)
- Flixxx: Cumming of Age 3 (2016)
- Foxes of Foot Fetish (2016)
- Glamour Girls 4 (2016)
- Happy Birthday Twistys (2016)
- Ho in Headlights 6 (2016)
- How To Fuck Butt (2016)
- I Am Eighteen 13 (2016)
- I Know That Girl 28 (2016)
- I'm In Love With The Babysitter (2016)
- Interracial and Anal 3 (2016)
- It's a Family Thing (2016)
- Lesbian Adventures: Older Women Younger Girls 9 (2016)
- Lesbian Strap-on Bosses (2016)
- Let's Try Anal 20 (2016)
- Lick Her Lips (2016)
- Love Love (2016)
- Luxure - Megan Rain Gets Banged by 2 Men For her First Dorcel Movie (2016)
- Luxure: L'Epouse Parfaite (2016)
- Manuel's POV 2: All Anal (2016)
- Massage Class Secrets (2016)
- Megan Rain is Evil (2016)
- Megan Rain's Pussy Gets Nailed (2016)
- Mick Blue's Best Day Ever (2016)
- Moms Bang Teens 14 (2016)
- My Best Friend and I (2016)
- My DP (2016)
- My Friend's Hot Girl 21273 (2016)
- My Mom's Friend 1 (2016)
- My Mom's Friend 2 (2016)
- Neighborhood Brat (2016)
- No Man's Land: Raunchy Roommates 2 (2016)
- Orgy Masters 8 (2016)
- Our Girls 2 (2016)
- Raw 26 (2016)
- Rectal Romance 2 (2016)
- Role Playing - Boss/Secretary (2016)
- Sexual Desires Of Megan Rain (2016)
- Sharing My Husband (2016)
- She's So Small 10 (2016)
- Sibling Rivalry 1 (2016)
- Sibling Rivalry 2 (2016)
- Sins Snaps 12/12 (2016)
- Slut Puppies 10 (2016)
- Smoking Hot (2016)
- Spring Break Slut (2016)
- Squeaky Clean (2016)
- Squirting Stories (2016)
- Squirting Stories 1 (2016)
- Step Siblings Caught 1 (2016)
- Stepmom Lessons 4 (2016)
- Stepmom Videos 9 (2016)
- Stepsisters Share Everything (2016)
- Stop Fucking My Friends (2016)
- Swallowed 1 (2016)
- Tease Me Please Me (2016)
- Teen Tied Me Up (2016)
- Teen Wet Asses (2016)
- Teens Like It Rough 3 (2016)
- Terrible Teens (2016)
- Three's a Fantasy (2016)
- Triple BJ in Paradise (2016)
- Unfaithful (2016)
- Webcam Model gets Freaky for Tokens (2016)
- Wetter Better Asses (2016)
- Who Can Cum the Most 2 (2016)
- Whore's INK 3 (2016)
- Wild On Cam 13 (2016)
- Wild On Cam 18 (2016)
- Women Seeking Women 135 (2016)
- Young and Beautiful 1 (2016)
- Young, Wet Pussy (2016)